# Johan Boskamp
Johan Boskamp, detto Jan (Rotterdam, 21 ottobre 1948), è un ex calciatore e allenatore di calcio olandese, di ruolo centrocampista. Dal 2012 è opinionista a Voetbal International sul canale RTL 7.

## Carriera

### Giocatore

#### Club
Cresciuto nelle giovanili dell'RVV HOV, nel 1964 passa alle giovanili del Feyenoord, squadra con la quale debutta in Eredivisie. Rimane a Rotterdam fino al 1969 giocando in tutto 28 partite con 2 gol. Nella stagione 1969-70 passa all'Holland Sport, dove segna 7 gol in 31 partite, prima di ritornare al Feyenoord l'anno successivo, rimanendovi fino al 1974. Lascia il Feyenoord dopo 14 gol in 76 partite e dopo aver vinto 4 volte il campionato olandese (nel 1964-65, nel 1968-69, nel 1970-71 e nel 1974), 2 volte la KNVB beker (nel 1964-65 e nel 1968-69), una volta la Coppa Intercontinentale (nel 1970) e una volta la Coppa UEFA (nel 1973-74). Passa allora in Belgio all'RWD Molenbeek, con il quale, nel 1975, vince la Jupiler League e la scarpa d'oro belga. Rimane all'RWD fino al 1982, quando, dopo 239 partite e 39 gol, passa al Lierse SK, dove rimane fino al 1984 segnando 3 gol in 59 partite.

#### Nazionale
Boskamp ha giocato 2 partite con la nazionale olandese, disputando anche i mondiali del 1978, nei quali ha giocato una partita, contro la Scozia.

### Allenatore
Più tardi Boskamp diventa allenatore: dal 1984 al 1986 guida il Lierse SK (l'ultima squadra per cui aveva giocato), poi nella stagione 1988-89 allena il Verbroedering Denderhoutem, dal 1989 al 1992 il SK Beveren, vincendo nel 1990-91 il campionato belga di seconda divisione. Nella stagione 1992-93  allenail KV Kortrijk, dal 1993 al 1997 l'Anderlecht, viuncendo due volte il campionato (nel 1993-94 e nel 1994-95), due volte la Supercoppa del Belgio (nel 1993 e 1995) e una volta la Coppa del Belgio (nel 1993-94). Nella stagione 1997-1998 allena il AA Gent, poco dopo si trasferisce in Georgia, dove nel 1999 allena la Dinamo Tbilisi e la nazionale. Nella stagione 2000-01 trona in Belgio e allena il Genk. L'anno successivo allena l'Al Wasl FC negli Emirati Arabi Uniti, mentre nel 2004-05 allena il Kazma Sporting Club in Kuwait.
Nel 2005-06 torna in Europa diventando il manager dello Stoke City. Prima di essere per breve tempo l'allenatore dello Standard Liegi nel 2006. Nel novembre 2007 diventa l'allenatore del FCV Dender EH, dove rimane fino al 19 maggio 2009 quando si dimette dopo una discussione con il suo vice-allenatore Patrick Asselman, che viene nominato allenatore al suo posto. Nel giugno 2009 firma con il Beveren, ma nel dicembre dello stesso anno viene licenziato a causa dei cattivi risultati.

## Palmarès

### Giocatore

#### Club

##### Competizioni nazionali
- Campionato olandese: 4

Feyenoord: 1964-1965, 1968-1969, 1970-1971, 1973-1974
- Coppa dei Paesi Bassi: 2

Feyenoord: 1964-1965, 1968-1969
- Campionato belga: 1

RWD Molenbeek: 1974-1975

##### Competizioni internazionali
- Coppa Intercontinentale: 1

Feyenoord: 1970
- Coppa UEFA: 1

Feyenoord: 1973-1974

#### Individuale
- Calciatore belga dell'anno: 1

1975

### Allenatore
- Campionato belga di seconda divisione: 1

Beveren: 1990-1991
- Supercoppa del Belgio: 2

Anderlecht: 1993, 1995
- Campionato belga: 2

Anderlecht: 1993-1994, 1994-1995
- Coppa del Belgio: 2

Anderlecht: 1993-1994
Genk: 1999-2000